# Лаури (город, Миннесота)
Лаури (англ. Lowry) — город в округе Поп, штат Миннесота, США. На площади 1 км² (1 км² — суша, водоёмов нет), согласно переписи 2002 года, проживают 271 человек. Плотность населения составляет 281,7 чел./км².
- Телефонный код города — 320
- Почтовый индекс — 56349
- FIPS-код города — 27-38366[1]
- GNIS-идентификатор — 0647272[2]